# Colart d'Enghien
Colart d'Enghien, né en 1346 et décédé en 1398, était un chevalier brabançon, seigneur d'Arbre, Mares, Wanbroek, Leerbeek, du manoir de Kastergat à Pepingen, capitaine de la ville d'Enghien (25 mars 1385).

Armes des Enghien-Kastergate

Il était le fils, bâtard, de Siger II d'Enghien et de Elisabeth van Liere, il épousa Juliana van Beringen (fille de Josse van Beringen et de Juliana van Lier, dame de Lierre).
À la suite de la décapitation de son père, il mena une guerre longue contre Albert de Bavière.
De l'union de Colart et Juliana naquirent :
- Englebert d'Enghien, décédé à la Bataille d'Azincourt le 25 octobre 1415, seigneur de Kastergate, mari d'Isabeau de Hertoghe;
- Siger d'Enghien, écuyer; Il épousa Élisabeth de Ligne, bâtard de Ligne; Ce fils, Henri, comte de Nola, et le fondateur de la famille Nolasc.
- Catherine d'Enghien, épousa Jan van der Brugge dit de Heverlee, seigneur d'Heverlee et Bethem, chambellan héréditaire de Brabant et en secondes noces en juin 1390 Baldouin de Monderdorf, chevalier et seigneur de Waremme, de Wyenhoven, Geneffe, Jehain, châtelain de Sprimont ;
- Isabeau d'Enghien, épousa en 1390 Jehan de Herbais, chevalier ;
- Julienne d'Enghien, épousa en 1390 Ernould de Jodoigne, bâtard de Brabant.